# メリケンガヤツリ
メリケンガヤツリ（学名: Cyperus eragrostis）は、やや大型になるカヤツリグサ科の植物。湿地にはえる帰化植物である。水辺に大きな株を作る。

## 形態
全体に緑色が濃く、水々しい印象の植物。大きな株立ちになり、多数の葉をつける。匍匐茎は出さない。
根元からは多数の根出葉をつけるが、その根元側の何枚かは、葉身が発達せず、赤みを帯びた鞘となる。長い葉は長さ100cm程になる。葉はやや厚みがあって柔らかく、緑色でつやがある。
6月ころより花茎を伸ばす。花茎は大きいものは100cmにもなり、断面は角の鈍い三角形で、やや柔軟。先端に単一の花序をつける。花期は散発的に秋まで続く。花序の基部にはよく発達した葉身をもつ苞が5-6枚あり、特に長いものは50cmを越える。花序は多数の小穂が頭状に集まったもの、あるいはさらに短い枝が伸びてその先端にも頭状に小穂が集まる。小穂は長さ5-15mm、長楕円形でやや卵形に近く、左右から偏平。全体に緑色。鱗片は二つ折りになっており、卵形から卵状披針形、緑から黄色、あるいは白っぽく側面はやや半透明。特に基部近くでは両列の鱗片の間から主軸が見える。花は一本の雄蘂と雌蘂からなり、柱頭は三裂。果実は長楕円形で三稜形、灰黒色で長さ1.5mmほど。

### 類似種など
1m程度になるカヤツリグサ類には、シチトウのように根出葉の退化する形のものが多い。ミズガヤツリなどでは必ず根出葉があるが、この種ほどよく発達するものはあまりない。また、小穂が緑色で、褐色に色づくことがあまりない点も、特に大型になる種ではほとんどが褐色に色づくので比較的はっきりした特徴になっている。
楕円形の小穂が頭状に集まる点ではイガガヤツリ・カワラスガナも似ており、小型のものは似て見えることもあるが、それらの鱗片はやはり赤っぽく着色する。小穂が緑でそれが頭状に集まるものにアオガヤツリとその類縁種があるが、それらはさらに小さくてせいぜい20cmくらいにしかならない。

## 生態

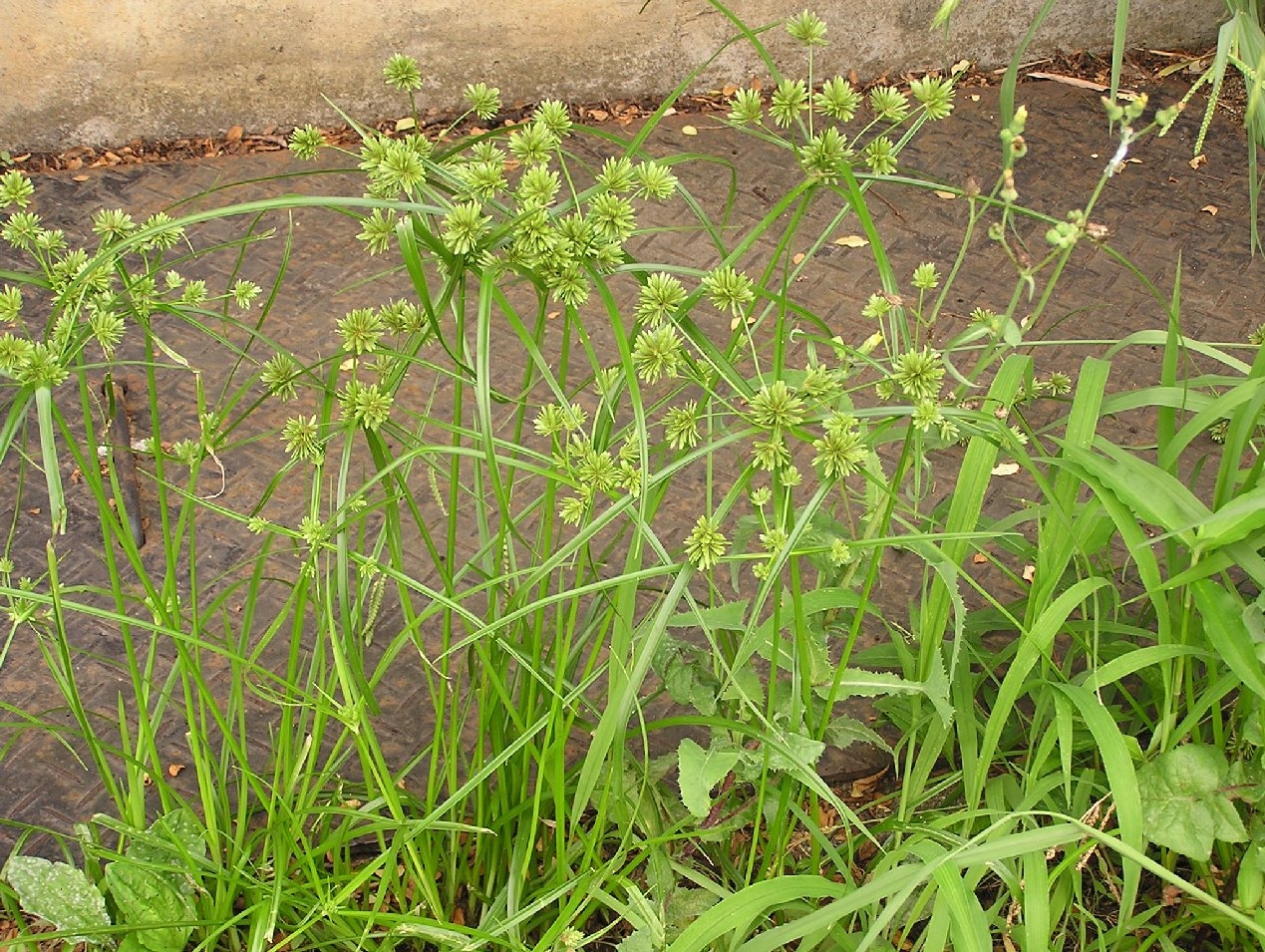
水辺に生育している様子（滋賀県）

日向の湿地にはえる。ゆるやかな河川や用水路の水際などでもよく見かける。水田で見ることはまずない。特に水に浸ったような環境に生え、根元は水の中であることも多い。不安定な環境では、大株にならずに一年草のような姿で穂をつけることもある。

## 分布
南アメリカから北アメリカ西部が原産で、南ヨーロッパ、南アフリカ、ニュージーランドなどに帰化している。日本にはまず沖縄に第二次世界大戦後に侵入、本土では1959年に四日市市で記録されたのが最初らしく、当初はいくつかの地域に点在する状態だったようであるが、1990年代から急速に広まったという。2003年の記録（岡山県カヤツリグサ科図譜）では本州（関東以西）、四国、九州、琉球列島となっている。

## 人間との関わり
現在ではあちこちで普通に見かけるが、水路をせき止めるほど増殖する、というほどのことはない。

## 注と出典
1. ↑  米倉浩司・梶田忠 (2003-). “Cyperus eragrostis Lam.”. BG Plants 和名−学名インデックス（YList）. 2018年1月24日閲覧。